# Kárpáti Pál
Kárpáti Pál, Kaltenecker (1909. november 2. – 1984. május 20.) válogatott labdarúgó, fedezet. A sportsajtóban Kárpáti II néven volt ismert.

## Pályafutása

### Klubcsapatban
A Budai 11 labdarúgója volt. A csapatjátékban megbízható, jól szerelő, precízen passzoló labdarúgó volt. Egyedül gyorsasága nem volt megfelelő.

### A válogatottban
1932 és 1933 között három alkalommal szerepelt a magyar labdarúgó-válogatottban.

## Statisztika

### Mérkőzései a válogatottban
| Magyarország | Magyarország         | Magyarország              | Magyarország | Magyarország | Magyarország  | Magyarország | Magyarország | Magyarország |
| #            | Dátum                | Helyszín                  | Hazai        | Eredmény     | Vendég        | Kiírás       | Gólok        | Esemény      |
| ------------ | -------------------- | ------------------------- | ------------ | ------------ | ------------- | ------------ | ------------ | ------------ |
| 1.           | 1932. szeptember 18. | Budapest, Üllői úti pálya | Magyarország | 2 – 1        | Csehszlovákia | Európa-kupa  | -            |              |
| 2.           | 1932. november 27.   | Milánó, San Siro Stadion  | Olaszország  | 4 – 2        | Magyarország  | barátságos   | -            | 46'          |
| 3.           | 1933. október 1.     | Bécs, Hohe Warte          | Ausztria     | 2 – 2        | Magyarország  | barátságos   | -            |              |
|              | Összesen             |                           |              | 3            | mérkőzés      |              | 0            | gól          |